# 扎西央金
扎西央金（1981年—），西藏隆子人，珞巴族，中华人民共和国政治人物、第十二届全国人民代表大会西藏地区代表。
毕业于西藏大学数学专业。2013年，担任全国人大代表。